# RJ 85
RJ 85 är en svenskritad kustkryssare för självbygge. Båten konstruerades 1969 av Rolf Jakobsson, därav RJ. Det finns drygt 500 båtar i Sverige och ett antal i Danmark, de flesta båtarna byggdes mellan 1973 och 1976. Enligt uppgift finns det några som är tillverkade på 1980-talet. Som Sveriges vanligaste självbyggarbåt har båten blivit den mest personliga ifråga om utrustning. RJ 85 förekommer med både inombordsmotor och utombordsmotor. Båten har tydligt linjearv från klassiska skärgårdskryssare och mälarbåtar.

## Inredning
Varierar mycket mellan olika exemplar, både vad gäller planlösning och kvalitet. Det fanns en inredningslösning att köpa som hade pentryt framme vid skottet, denna inredening brukar kallas för Stockholmsinredning eftersom den var vanlig i stockholmbyggena. Flera byggde inredningen själv och då är den klassiska pentryplaceringen direkt vid nedgången vanlig.
Förpiken rymmer vanligtvis en fullängds dubbelkoj, och sofforna i salongen utgör ofta två kojer med instick från knähöjd in under sittbrunnsbänkarna.
Några RJ har durken direkt på blykölen så att ståhöjd på ca 180 cm uppnås, andra RJ har durken högre och har därmed gjort avkall på ståhöjden, men i gengälld fått ett stort lastutrymme under durken.

## Säkerhet
Båten är långkölad. Den främre delen av kölen som är av bly sitter fast med tre kraftiga bultar i 22 mm plast. Bly, som är en mjuk metall som tar upp stöten vid en grundstötning, därmed minskar risken för skador på plastskrovet. Säkerheten i denna konstruktion tillsammans med det ringa djupgåendet gör att du vågar utforska svårnavigerade ytterskärgårdar seglandes.
De låga friborden gör att båten har relativt lite vindfång. Tillsammans med en väl tilltagen kölvikt på dryga 50% av båtens deplacement gör att båten driver långsamt vid sidvind.

## Segling
Ett LYS-tal på 1,06 visar på ganska bra fartegenskaper för att vara en långkölad båt i sin storleksklass. RJ 85 är en mycket rolig och trevlig seglare, som svarar på trim, har bett i kryssen. Båten är också förlåtande, tillsammans med att den ger tydliga och direkta signaler till seglaren så lämpar den sig väl som en första båt.
Närheten till vattnet ger båten lite känsla av jollesegling. RJ 85 beskrivs av många som en skön seglare.
Om alla fall och funktioner är neddragna till sittbrunnen, seglar man enkelt RJ 85 ensam.

## Svagheter
Alla båtar har sina svaga sidor, så även denna. Vanligaste tekniska problemet är nog tätningen mellan skrov och däck, samt röstjärnsinfästningar. Detta kan ge våta överraskningar efter hård segling i kryss. Om RJ:n seglas i motsjö stänker det mycket över däcket, sprayhood är närmast ett måste. Nästan alla RJ har ombyggd roderkonstruktion, lateralplanet är delat med rodret placerat på skedda. Förändringen har medfört att vikt flyttats bakåt i båten, och i kombination med en aktersnurra kan båten vara lite baktung.
Sittbrunnsgolvet är placerat nära vattenytan vilket gör att den kan ta in vatten i sittbrunnen genom självlänsarna.

## Självbygge
Självbygget gick till så att man hyrde formar av firma Rolf Jakobsson, i vilka man plastade skrov och däck mm under överinseende av expertis. Formar fanns på Tollare bruk i Stockholm, samt i Göteborg. Formar är skrotade. Tidiga båtar är ofta byggda lite tyngre och tjockare, men när oljekrisen kom snålade man lite på plasten. Senare har det visat sig vara fullt tillräcklig skrovtjocklek även på båtar med höga nummer. Tidiga RJ 85 har slätt däck, medan de lite nyare har halkskyddskrovel.

## Klassförbund
RJ 85 har klassförbund / klubbar i:
- Sverige - RJ 85 förbundet
- Danmark - Dansk RJ Klub

## Andra RJ-båtar
Rolf Jakobsson har även konstruerat andra segelbåtar, RJ 91, RJ 120, RJ 140 och RJ 85sport.
RJ 85sport har en centerbordsliknande köl, och är endast tillverkad i ett enda exemplar.